# Matthew Gee
Matthew Gee (* 25. November 1925 in Houston, Texas; † 18. Juli 1979 in New York City) war ein US-amerikanischer Jazz-Posaunist. Er spielte von 1959 bis 1963 im Orchester von Duke Ellington.

## Leben und Wirken
Matthew Gee spielte zunächst Trompete, dann Tenorsaxophon und schließlich während seiner musikalischen Ausbildung Posaune, zu der er unter dem Eindruck von Trummy Young fand. Er spielte mit Erskine Hawkins (1943), mit Dizzy Gillespie (1946), Joe Morris (1947–48) und (1949) wieder mit Gillespie. 1950 war er Mitglied der Band von Gene Ammons und Sonny Stitt, 1951 arbeitete er bei Coleman Hawkins, 1952 bei Count Basie und ab Ende 1952 bei Illinois Jacquet, mit dem er im Oktober 1954 Europa bereiste. 1954 spielte Gee in einer Sextett-Formation mit Lou Donaldson. Danach arbeitete Gee mit Sarah Vaughan 1956, ein Jahr später erneut mit Gillespie. 1956 entstand für Riverside Records ein Album unter eigenem Namen.
Im Jahr 1959 wurde er Mitglied des Duke Ellington Orchesters, wo er an der Aufnahme des maßgeblichen Albums Blues In Orbit beteiligt war. Die Verbindung mit Ellington währte bis 1963.  In den 1960er Jahren wirkte er noch in Big-Band-Projekten von Sonny Stitt und Johnny Griffin mit. Danach geriet Matthew Gee etwas in Vergessenheit, obwohl er immer noch in Jazzclubs auftrat.

## Diskografie (Auswahl)
- Jazz By Gee (Riverside/OJC, 1956) mit Kenny Dorham, Ernie Henry, Frank Foster, Cecil Payne, Joe Knight, Joe Simmons, Wilbur Ware, Art Taylor[2]

- Gene Ammons: The Gene Ammons Story: The 78 Era (Prestige, 1950–55)
- Count Basie: April In Paris (Verve, 1956), Basie in London (Verve, 1956)
- Lou Donaldson: Quartet/Quintet/Sextet (Blue Note Records, 1952–54)[3]
- Duke Ellington: Blues In Orbit (Columbia, 1958–59), Duke 56/62, Vol. 3
- Dizzy Gillespie: 1949-1950 (Classics)
- Coleman Hawkins: Body And Soul Revisited (GRP, 1951–58)
- Johnny Griffin: The Big Soul Band (OJC, 1960)
- Erskine Hawkins: 1946-1947 (Classics)
- Illinois Jacquet: Flying Home: The Best Of The Verve Years (Verve, 1951–58); The SoulExplosion (OJC, 1969)
- Sonny Stitt: Sonny Stitt And The Top Brass (Atlantic, 1962)